# Klaus Bockmühl
Klaus Erich Bockmühl (6 mai 1931 - 10 juin 1989) est un pasteur et théologien protestant allemand, professeur de théologie systématique et d'éthique en Allemagne puis au Regent College à Vancouver.

## Biographie
Klaus Bockmühl est né le 6 mai 1931 à Essen, en Allemagne. Il est le fils d'Erich Enil Bockmühl, un ingénieur en mécanique, et de Johanna Karoline Ihlo. 
Il a été façonné spirituellement par l'enseignement du pasteur Wilhelm Busch, un pasteur piétiste de l’Église confessante, et il a été convaincu de l'importance de la mission chrétienne lors d'une rencontre avec Toyohiko Kagawa, en 1950. Il a ensuite poursuivi des études théologiques et philosophiques, obtenant un doctorat de théologie à l'Université de Bâle en 1959 sous la direction du professeur néerlandais Hendrik van Oyen (1898-1980). Le titre de sa thèse était "Corporalité et société, critique religieuse et idée de l'homme dans les premiers écrits de Ludwig Feuerbach et Karl Marx". Au cours de ses études, il a travaillé avec Karl Barth. Au fil des ans, leurs conversations ont couvert les différents développements de la théologie, de l'éthique et de l'église de l'époque.
De 1958 à 1961, il est assistant d'enseignement du professeur Jürgen Moltmann à l'université de Wuppertal. Il soutient simultanément sa thèse de doctorat à l'Université de Bâle, qu'il réussit en 1959 avec la note maximale de summa cum laude. Pendant son séjour à Wuppertal, Bockmühl se rend compte qu'il n'a pas de réponses adéquates aux problèmes des étudiants dont il a la responsabilité. Afin de trouver des solutions, il décide de s'engager à nouveau avec le Réarmement moral, qu'il avait déjà fréquenté en 1949-1950. Il se rend notamment dans le centre de rencontres de Caux, d'où il décide de présenter des excuses à Moltmann qu'il avait attaqué précédemment. Il reste fidèle toute sa vie à la pratique de l'écoute silencieuse matinale pour discerner la volonté divine.
En 1961, Bockmühl est consacré pasteur de l'Église protestante en Rhénanie et dessert l'église réformée de Düren pendant un an. Il collabore ensuite avec le professeur Hendrik van Oyen à l'université de Bâle (1962-1965), devient aumônier à l'Université d'Heidelberg (1965-1968) et pasteur de paroisse à Schmieheim en Forêt-Noire (1968-1971).
De 1965 à 1971, il enseigne la théologie systématique au séminaire St. Chrischona à Bettingen près de Bâle, puis de 1977 jusqu'à sa mort en 1989, il est professeur de théologie et d'éthique au Regent College (en) de Vancouver, au Canada,.
Il décède le 10 juin 1989 des suites d'un cancer de l'estomac. Il est inhumé au Victoria Memorial Park à Surrey, ville qui fait partie du Grand Vancouver. 
Il avait épousé en 1961 Elisabeth Becker, rencontrée pendant ses études. Ils avaient eu trois enfants : Markus, qui deviendra bibliste à l'université d'Oxford, Ann-Ruth et Christoph.

## Travaux

### En allemand
- Sinn und Unsinn der Neuen Moral – Kritik und Selbstkritik, Brunnen Verlag, Gießen, 1973
- Was heißt heute Mission? Entscheidungsfragen der neueren Missionstheologie, Brunnen, Gießen/Basel 1974
- Evangelikale Sozialethik – Der Artikel 5 der Lausanner Verpflichtung, Brunnen, Giessen/Basel 1975
- Bücher – wozu? Möglichkeiten christlicher Literaturarbeit, Brunnen, Gießen/Basel 1976
- Der sendende Herr – die neue Schöpfung, Brunnen, Gießen/Basel 1976
- Der Dienst der Theologie, Brunnen, Gießen/Basel 1976
- Herausforderungen des Marxismus, Brunnen, Giessen/Basel 1977
- Der Mensch auf der Suche nach Menschlichkeit, Brunnen, Gießen/Basel 1979
- Das größte Gebot, Brunnen, Gießen/Basel 1980
- Leiblichkeit und Gesellschaft – Studien zur Religionskritik und Anthroposophe im Frühwerk von Ludwig Feuerbach und Karl Marx, 2. Aufl., Brunnen, Gießen/Basel 1980
- Auf dem Weg – Anweisungen für die Nachfolge, Brunnen, Gießen/Basel 1981
- Leben aus dem Evangelium, Brunnen, Gießen/Basel 1982
- Theologie und Lebensführung – Gesammelte Aufsätze II, Brunnen Gießen/Basel 1982
- Gott im Exil? – Zur Kritik der Neuen Moral – Atheismus in der Christenheit II, Brunnen, Gießen/Basel 1984
- Die Aktualität des Pietismus, Brunnen, Gießen/Basel 1985
- Atheismus in der Christenheit – Die Unwirklichkeit Gottes in Theologie und Kirche, Brunnen, Gießen/Basel 1985
- Gesetz und Geist – Eine kritische Würdigung des Erbes protestantischer Ethik, Brunnen, Gießen/Basel 1987
- Die christliche Lehre von der Bekehrung zwischen Marxismus und moderner Theologie, Brunnen, Gießen/Basel 1989
- Hören auf den Gott der redet, Brunnen, Gießen/Basel 1990 (3. Auflage 2009 unter dem Titel: Leben mit dem Gott, der redet  (ISBN 978-3-7655-9441-0))
- Christliche Lebensführung – Eine Ethik der Zehn Gebote, Brunnen, Gießen 1999
- Verantwortung des Glaubens. Protestantische Theologie im 19. und 20. Jahrhundert, BWA (Bockmühl-Werkausgabe III),3, Brunnen, Gießen 2001  (ISBN 978-3-765594458).
- Verantwortung des Glaubens im Wandel der Zeit. Protestantische Theologie im 19. und 20. Jahrhundert, (BWA III,3), Brunnen, Gießen 2001  (ISBN 978-3-765594458).

### En anglais
- (en) Klaus Bockmuehl, Listening to the God Who Speaks: Reflections on God's Guidance from Scripture and the Lives of God's People, Helmers & Howard, 1990 (ISBN 978-0-939443-18-5, lire en ligne)
- (en) Klaus Bockmuehl, The Christian Way of Living, Regent College Publishing, 1994 (ISBN 978-1-57383-023-2, lire en ligne)
- (en) Klaus Bockmuehl, The Story of Modern Protestant Theology, Regent College Publishing, 2007 (ISBN 978-1-57383-337-0, lire en ligne)

## Distinctions
- En 1988, le Prix Johann Tobias Beck lui a été décerné pour son travail sur Loi et esprit : une appréciation critique de l'héritage de l'éthique protestante[5].
- En 2011, pour ce qui aurait été le 80e anniversaire de Klaus Bockmühl, 30 anciens collègues enseignants, collaborateurs et boursiers ont célébré la mémoire du professeur Bockmühl[6].